# Chasing Liberty
Chasing Liberty är en amerikansk långfilm från 2004 i regi av Andy Cadiff, med Mandy Moore, Matthew Goode, Stark Sands och Jeremy Piven i rollerna.

## Handling
Det finns många män i Annas liv men alla bär öronsnäcka och pistol och tillhör U.S. Secret Service. De har alla till uppgift att skydda presidentens dotter Anna, men Anna är inte så nöjd eftersom vakterna hindrar henne från att ha ett normalt tonårsliv. Allt Anna vill är att bli förälskad och få göra samma saker som sina vänner. Mandy Moore gör en lysande insats i sin första romantiska komedi som Anna, som så småningom övertalar sin far (Mark Harmon) att gå med på villkoren att bara två agenter följer med henne ut på en klubb när de är på besök i Europa. Naturligtvis bryter Annas pappa löftet och det vimlar av agenter på klubben. Anna lyckas komma bort från klubben och vakterna och beger sig iväg på en resa genom Europa tillsammans med sin nyvunne vän Ben (Matthew Goode), men Anna anar inte att Ben bär på en hemlighet som kan förstöra allt.

## Rollista
| Mandy Moore       | – Anna Foster                |
| Matthew Goode     | – Special Agent Ben Calder   |
| Stark Sands       | – Grant Hillman              |
| Jeremy Piven      | – Alan Weiss                 |
| Annabella Sciorra | – Cynthia Morales            |
| Mark Harmon       | – President James Foster     |
| Caroline Goodall  | – First Lady Michelle Foster |
| Lewis Hancock     | – Press Secretary            |